# 유솝 빈 이스학
유솝 빈 이스학(말레이어: Yusof bin Ishak [ˈjʊsɒf bɪn ˈɪs.hɑːk], 1910년 8월 12일 ~ 1970년 11월 23일)은 싱가포르의 정치인으로 1965년부터 1970년까지 싱가포르의 초대 대통령을 지냈다. 싱가포르의 대통령은 형식적인 역할을 맡는 데에 그쳤기에 그의 대통령 재임기에는 리콴유 총리가 실권을 맡았다.
말라야 연방 시대인 1959년부터 1965년까지 싱가포르 주지사를 지냈으며 1965년 싱가포르가 말레이시아에서 분리 독립한 이후부터 1970년 사망할 때까지 싱가포르의 초대 대통령을 지냈다. 그의 초상화는 1999년부터 발행된 싱가포르 달러 지폐에 사용되고 있다.